# Station Soltau (Han) Nord
Station Soltau (Han) Nord (Haltepunkt Soltau (Han) Nord) is een spoorwegstation in de Duitse plaats Soltau in de deelstaat Nedersaksen. Het station ligt aan de spoorlijn Walsrode - Buchholz. Het station ligt net buiten Soltau, naast het Hotel Park Soltau.

## Indeling
Het station behoort tot de laagste stationscategorie, waardoor het perron sober is ingericht. Voor beschutting is er een abri geplaatst. Het station is te bereiken vanaf de straat Winsener Straße (K 2), waar ook een bushalte ligt. 

## Verbindingen
Het station wordt bediend door treinen van erixx. De volgende treinserie doet het station Soltau (Han) Nord aan:
| Serie | Treinsoort           | Route                                                                             | Bijzonderheden |
| ----- | -------------------- | --------------------------------------------------------------------------------- | -------------- |
| RB 38 | Regionalbahn (Erixx) | Buchholz (Nordheide) – Soltau (Han) Nord – Soltau (Han) – Walsrode – Hannover Hbf |                |